# 苟萇
苟 萇（こう ちょう、生没年不詳）は、五胡十六国時代前秦の軍人。武都郡の出身。前秦の勢力拡大に貢献した。

## 生涯
前秦に仕え、屯騎校尉に任じられていた。
370年4月、王猛に従い、前燕討伐に参戦した。9月、王猛が壷関を占拠すると、苟萇はその守りについた。その後、使持節・武衛将軍に任じられた。
376年5月、苻堅の命により、苟萇は左将軍毛盛・中書令梁熙・歩兵校尉姚萇らと共に歩騎13万を率いて前涼討伐に向かった。また、秦州刺史苟池・河州刺史李弁・涼州刺史王統は三州の兵を率いて後続となった。前涼君主張天錫は龍驤将軍馬建に2万の兵を与え、前秦軍を迎え撃たせた。
8月、苟萇は石城津から渡河すると、梁熙らと合流して纒縮城を攻め、これを攻略した。馬建は大いに恐れ、楊非から清塞まで撤退した。張天錫は征東将軍常據へ3万の兵を与えて洪池（現在の甘粛省武威市天祝県）へ派遣し、自らもまた5万の軍で金昌城へ出征した。
苟萇は姚萇に兵3千を与えて先鋒とし、迎え撃ってきた馬建軍1万を破り、馬建を降伏させた。これにより、他の前涼兵も逃散した。さらに、苟萇は洪池に進み、迎え撃ってきた常據軍を破った。常據は自害し、その軍司席仂もまた戦死した。さらに清塞まで侵攻すると、張天錫は司兵趙充哲・中衛将軍史景に勇軍5万を与えて迎撃させたが、前秦軍は赤岸において趙充哲を破って3万8千の兵を討ち取り、趙充哲・史景を戦死させた。張天錫は大いに恐れ、数千騎を率いて姑臧へ撤退した。
苟萇は揚武将軍馬暉・建武将軍杜周に騎兵八千を与えて西へ向かわせ、逃亡した張天錫を追撃させ、姑臧城において合流する手はずとなった。だが、馬暉等は沢を進んでいる時に水によって進路を遮られ、期日通りに到着できなかった。その為、法に則って死罪となり、有司が獄に下した事を上奏した。これを聞いた苻堅は「水というものは春冬は耗竭し、秋夏には盛漲となる。今回の事は苟萇の計が宜を失っていたものであり、暉等の罪ではないであろう。今、天下にはやるべき事があるから、過失を赦して功績を上げさせるべきであろう。暉等には北軍へ合流し、索虜を撃つことで罪を購う事を命じる」と述べ、罪に問わなかった。
前秦軍が姑臧まで進軍すると、窮した張天錫は降伏を決断し、自らを縛り上げて棺を伴い、素車・白馬を用い、苟萇の軍門に降った。苟萇はその戒めを解いて棺材を焼き払うと、張天錫を長安へ送致した。これにより、涼州の郡県はみな前秦へ降伏した。こうして前涼は滅亡した。
378年2月、尚書令苻丕が歩騎7万を率いて朱序が鎮守する東晋の襄陽を攻めると、苟萇もまたこれに従軍した。
苻丕は襄陽を急攻しようと考えていたが、苟萇が「我が軍は敵に10倍し、兵糧も山と積まれております。漢・沔の民を許・洛に移し、その糧道を塞ぎ、外援を絶たせれば、糧も人も尽き、攻めずして自潰しましょう。網中の禽も同然であり、獲らえられぬことを患う必要などありません。多くの将士を殺してまで、どうして急いで成功を求めましょうか！」と反対すると、これに従った。
これ以後、苟萇の行跡は史書に記載されていない。

## 人物・逸話
- ある時、張天錫は夢を見た。その内容は、一匹の緑色の狗が現れ、その姿は甚だ長く、城の東南から侵入して張天錫を喰らわんとした。張天錫は床の上に逃れたが、地に堕ちてしまうというものだった。後に苟萇が姑臧を攻略すると、地は緑一面に染まり、苟萇は錦袍を着て東南門より入城した。みな夢の通りであった[1]。